# 공소시효
공소시효(公訴時效, 독일어: Verfolgungsverjährung, 영어: Statute of Limitation)란 범죄행위가 종료한 후 일정한 기간이 지날 때까지 그 범죄에 대하여 기소를 하지 않는 경우에 국가의 소추권(訴追權) 및 형벌권(刑罰權)을 소멸시키는 제도를 말한다.
공소시효는 국가기관이 재판을 요구할 수 있는 소추권을 소멸시킨다는 점에서, 재판이 확정된 후에 형벌권을 소멸시키는 형의 시효와 다르다. 공소시효가 완성된 범죄가 기소된 경우에는 법원은 면소의 판결을 하여야 한다. 공소시효의 기간은 범죄의 법정형이 무거울수록 그 기간을 길게 하고, 살인죄에 대해서는 공소시효를 적용하지 않거나 특별히 길게 정하는 것이 일반적이다.

## 공소시효의 필요성
공소시효의 필요성에 관하여는 주로 다음과 같이 이유가 제시되고 있다.
1. 재판의 공정성 때문 : 범죄가 발생한 후 오랜 시간이 지나면 당사자들의 사건에 대한 기억은 부정확해지고 증거가 제대로 보존되지 않을 가능성이 크므로, 재판의 공정성을 담보하기 어려워진다.
2. 처벌의 필요성이 감소하기 때문 : 범죄가 발생한 후 시간이 흐를수록 범죄에 대한 피해자의 감정이나 사회적 감정이 진정되어 처벌의 필요성이 줄어드는데 반해, 사건 이후 형성된 사실 상태를 존중하여 사회와 개인생활의 안정을 도모할 필요성은 증가한다.
3. 수사와 증거물 보존에 드는 공적 비용을 무시할 수 없기 때문 : 범죄는 지속적으로 발생하는데 오래전에 발생한 범죄에 대하여 수사를 계속하는 것은 수사의 효율성과 적정성을 떨어뜨리고, 증거 보관·보존에 드는 비용과 자원도 고려되어야 한다.[2]
4. 국가의 공권인 형벌권에도 권리의 소멸시효 이론이 적용된다는 주장 : 국가의 태만으로 인한 책임을 범인에게만 돌리는 것은 부당하므로 필요하다는 주장이 있다.

## 공소시효 폐지의 필요성
공소시효를 폐지해야 하는 사유로는 주로 다음과 같이 이유가 제시되고 있다.
1. 범죄율의 증가 때문 : 범죄자가 공소시효 기간 안에 체포되지 않을 경우 해당 범죄로 인해 체포하지 않으며, 이를 노리고 범죄를 저지른 뒤 도피하는 경우가 발생한다.
2. 처벌의 공정성 때문 : 체포되지 않은 범죄자는 처벌하지 않는 문제로 인해 법조계에서도 공소시효 제도를 폐지하자는 주장이 제기되었으며, 2015년을 기해 2000년 8월 1일 이후 발생한 살인사건을 한정으로 하여 공소시효를 폐지하기로 결정했다.
3. 공소시효 기간이 매우 짧기 때문 : 범죄자는 징역 대신 도피를 하고 있으면 현상수배 기간이 짧다는 문제로 인해 잠깐 숨어있다가 다시 나타나 범죄를 저지를 가능성이 매우 높아진다. 사실상 현장에서 체포하지 않으면 체포하기 훨씬 어려워지는 문제가 발생한다.
4. 공소시효의 배제 범위가 제한적이기 때문 : 제한적인 공소시효 배제 범위로 인해 강력범죄에 대한 수사를 진행하기 어렵다.
5. 권력으로 범죄를 무마시킬 수 있기 때문 : 해당 권력자의 집권기간 동안 범죄자를 철저하게 보호하면 그 사이에 공소시효 기간이 지나가고 그로 인해 처벌이 어려워진다.
6. 공소시효 자체가 피해자의 입장을 전혀 고려하지 않은 처사이기 때문 : 오직 재판과 수사의 편의성만을 위해 정의를 내다 버리고 피해자가 어떤 아픔을 겪는지 아랑곳하지 않는 것이 공소시효의 민낯이다. 공소시효가 많이 적용될수록 범죄자만 살기 좋은 세상이 되며 피해자의 경우 정신적 충격을 극복하기까지 많은 시간이 걸려 그 기간 동안 전혀 수사를 하지 못하며 이 사이 공소시효가 지나버리는 문제가 존재한다.[3]

## 국가별

### 각국의 공소시효
| 범죄의 구분                                      | 대한민국                                                                                               | 대한민국                                                                                               | 조선민주주의인민공화국      | 일본                                                      | 일본                                                      | 독일                         | 중화인민공화국                                                          | 중화민국 |
| ------------------------------------------------ | --- | --- | --------------------------- | --------------------------------------------------------- | --------------------------------------------------------- | ---------------------------- | ----------------------------------------------------------------------- | -------- |
| 공소시효 배제 범죄                               | 내란죄·외환죄·집단살해죄·살인죄(종범은 제외)로 사형에 해당하는 것·13세 미만 아동 및 장애인 대상 성폭력 | 내란죄·외환죄·집단살해죄·살인죄(종범은 제외)로 사형에 해당하는 것·13세 미만 아동 및 장애인 대상 성폭력 | 반국가범죄· 고의적 중살인죄 | 살인죄 등 사람을 사망에 이르게 한 죄로 사형에 해당하는 것 | 살인죄 등 사람을 사망에 이르게 한 죄로 사형에 해당하는 것 | 모살죄(重살인죄)· 집단살해죄 | 사형·무기형에 해당하는 범죄 중 최고인민검찰원의 소추 심사비준을 얻은 것 |          |
| 사형에 해당하는 범죄                             | 25년                                                                                                   | 공소시효 배제¹                                                                                         | 20년                        | 25년                                                      | 공소시효 배제²                                            | 사형제 폐지 (1949년)         | 20년³                                                                   | 30년     |
| 무기형에 해당하는 범죄                           | 15년                                                                                                   | 15년                                                                                                   | 20년                        | 15년                                                      | 30년²                                                     | 30년                         | 20년³                                                                   | 30년     |
| 장기 15년 이상(20년)의 유기형에 해당하는 범죄    | 10년                                                                                                   | 10년                                                                                                   | 15년                        | 10년                                                      | 20년²                                                     | 20년                         | 15년                                                                    | 30년     |
| 장기 10년 이상의 유기형에 해당하는 범죄          | 10년                                                                                                   | 10년                                                                                                   | 15년                        | 7년                                                       | 10년²                                                     | 20년                         | 15년                                                                    | 30년     |
| 장기 5년 이상(3년 이상)의 유기형에 해당하는 범죄 | 7년 | 7년 | 12년                        | 5년                                                       | 10년²                                                     | 10년                         | 10년                                                                    | 20년     |
| 장기 5년 미만의 유기형에 해당하는 범죄           | 5년 | 5년 | 3~8년                       | 3년                                                       | 10년²                                                     | 5년                          | 5년                                                                     | 5~10년   |
| 벌금에 해당하는 범죄                             | 5년 | 5년 | 3년                         | 3년                                                       | 3년                                                       | 3년                          | 5년                                                                     | 5년      |

1. 사람을 살해한 죄(형사소송법 제253조의2)
2. 사람을 사망에 이르게 한 죄(일본 형사소송법 제250조제1항)
3. 실질적으로는 공소시효가 없다.(중화인민공화국 형법 제87조제4호 단서[4])

### 대한민국
대한민국에서는 2000년대 초중반에 화성 연쇄 살인 사건이 차례로 공소시효가 완성되자, 살인죄나 강간치사죄 등에 대한 공소시효가 필요한 것인지에 대한 논란이 일기 시작했다. 특히 10차 화성 연쇄 살인 사건, 이형호 군 유괴 살해 사건, 대구 성서초등학생 5인 살해 사건(속칭 대구 개구리 소년 실종 사건)이 2006년 1월부터 4월 사이에 잇달아 공소시효가 만료되면서, 살인과 같은 반인륜 범죄에 대해서는 공소시효를 폐지해야 한다는 의견이 커졌다. 이형호 군 유괴 살해 사건을 모티브로 하여 2007년 2월 1일에 개봉된 영화 《그놈 목소리》는 이러한 여론 형성에 촉매 역할을 했다. 이에 따라 살인죄의 공소시효를 15년에서 25년으로 늘리는 형사소송법 개정이 이루어져 2007년 12월 21일부터 시행되었다. 그러나 이 법은 부칙에 법 시행일 전 범한 죄에 대해서는 종전의 규정을 적용한다고 규정하였기 때문에, 2000년 7월 31일 이전에 피해자가 사망한 살인 사건은 종전과 같이 피해자의 사망일부터 15년이 지남으로써 공소시효가 완성되었다.
2010년 4월 15일에는 성폭력범죄의 처벌 등에 관한 특례법(이하 '성폭력처벌법')에 따라 DNA 증거 등 그 죄를 증명할 수 있는 과학적 증거가 있는 성폭력범죄는 공소시효가 10년 연장되었다. 2011년에는 영화 《도가니》의 영향으로 그 해 11월 17일에 성폭력처벌법이 개정되어 13세 미만의 아동이나 신체적·정신적 장애가 있는 사람에 대한 강간·준강간이 공소시효의 적용에서 제외되었고, 2013년 6월 19일에는 13세 미만 아동이나 장애인에 대한 강제추행, 준강제추행까지 공소시효 배제가 확대되었다. 그러나 이는 가장 무거운 범죄인 살인죄와의 형평성 논란을 불러왔다.
결국 정부는 2012년 9월 26일에 법정최고형이 사형에 해당하는 살인죄(종범은 제외)의 공소시효를 없애는 형사소송법 개정안을 국회에 제출하였고, 2015년 7월 24일에 해당 법안이 국회를 통과하여 7월 31일 공포와 동시에 시행되었다. 이 법은 공소시효가 완성되지 않은 범죄에도 소급 적용되어 2000년 8월 1일 이후에 피해자가 사망한 살인죄는 공소시효가 폐지되었다. 다만, 살인죄 중 강간 등 성폭력 살인죄는 이미 2013년 6월 19일에 성폭력처벌법에 따라 1998년 6월 20일 이후(DNA 증거 등 그 죄를 증명할 수 있는 과학적 증거가 있으면 1995년 4월 16일 이후)에 피해자가 사망한 경우까지 공소시효의 적용이 배제되었고 종범도 공소시효가 없다.

### 일본
일본은 2004년 12월에 살인 등 사형에 해당하는 죄의 공소시효를 15년에서 25년으로 늘려 2005년부터 시행하였는데, 2010년 4월 27일에는 살인죄에 대한 공소시효를 폐지하고 살인죄 외에 사람을 사망에 이르게 한 범죄에 대해서도 공소시효를 2배씩 연장(예. 강간치사: 15년→30년, 상해치사: 10년→20년, 업무상 과실치사: 5년→10년)하는 형사소송법 개정안을 중의원 본회의 통과 직후 '특별 호외' 관보를 통해 공포하고 그날 바로 시행에 들어갔다. 이 규정은 공소시효가 완성되지 않은 살인죄에도 소급 적용되어 1995년 4월 28일 이후에 피해자가 사망한 살인죄는 공소시효가 폐지되었다.

## 시효의 정지
공소시효는 기소가 되면 정지하고, 기소 후에 공소기각 또는 관할위반의 재판이 확정되면 그때부터 다시 진행한다. 공범 중 일부만 기소가 되더라도 그 판결이 확정될 때까지는 기소되지 않은 다른 공범의 공소시효도 같이 정지되기 때문에, 기소되지 않은 공범의 시효는 기소된 공범의 판결이 확정되어야 다시 진행된다.(형사소송법 제253조)
또, 대한민국의 경우 범행 당시 만 13세 이상의 미성년자에 대한 성폭력범죄는 해당 성폭력범죄로 피해를 당한 미성년자가 성년에 달한 날부터 공소시효가 진행한다.(성폭력범죄의 처벌 등에 관한 특례법 제21조제1항)

### 국외 체류와 시효의 정지
- 대한민국: 범인이 형사처분을 면할 목적으로 국외에 있는 경우 그 기간 동안 공소시효가 정지된다.(형사소송법 제253조제3항) 여기에서 '형사처분을 면할 목적'은 국외 체류의 유일한 목적일 필요는 없고 범인이 가지는 여러 국외 체류 목적 중에 포함되어 있는 것으로 충분하다. 또, 이러한 국외 체류기간 동안 '형사처분을 면할 목적'이 계속 존재하였는 지가 명백히 의심스러운 객관적 사정이 존재하지 않는 한 '형사처분을 면할 목적'은 계속 유지된다. 그러나, 국외에 체류 중인 범인에게 '형사처분을 면할 목적'이 유지되지 않았다고 볼 사정이 있는 경우에는 그럼에도 그러한 목적이 유지되고 있었음을 검사가 증명하여야 한다.[12]
- 일본: 범인이 국외에 있는 경우, 범인이 도피하여 기소장 등본의 송달 또는 약식명령의 고지가 유효하게 이루어지지 않은 경우에는 범인이 국외에 있거나 도피한 기간 동안 공소시효가 정지된다.(일본 형사소송법 제255조) 즉, 범인이 형사처분을 면할 목적이 있었는 지를 불문하고 국외에 있는 경우에는 공소시효의 진행이 정지된다.

## 공소시효에 관한 판례
- 개정 『형사소송법』 시행 당시 공소시효가 완성되지 아니한 범죄에 대한 공소시효가 위 법률이 개정되면서 신설된 제253조 제3항에 의하여 피고인이 외국에 있는 기간 동안 정지된 경우, 공소제기시에 공소시효의 기간은 경과되지 아니하였다.[13]
- 범죄 후 법률의 개정에 의하여 법정형이 가벼워진 경우에는 형법 제1조제2항에 의하여 당해 범죄사실에 적용될 가벼운 법정형(신법의 법정형)이 공소시효기간의 기준이 된다.[14]
- 형사소송법 제253조제2항의 재판이라 함은 종국재판이면 그 종류를 묻지 않는다고 할 것이나, 공범의 1인으로 기소된 자가 구성요건에 해당하는 위법행위를 공동으로 하였다고 인정되기는 하나 책임조각을 이유로 무죄로 되는 경우와는 달리 범죄의 증명이 없다는 이유로 공범 중 1인이 무죄의 확정판결을 선고받은 경우에는 그를 공범이라고 할 수 없으므로 그에 대하여 제기된 공소는 진범에 대한 시효정지의 효력이 없다.[15]
- 가중 또는 감경되지 않은 형을 기준으로 하는 것은 형법에 의하여 형이 가중, 감경된 경우에 한하므로 특별법에 의하여 형이 가중, 감경된 경우에는 그 법에 정한 법정형을 기준으로 시효기간을 결정해야 한다.[16]
- 형사소송법 제253조제3항은 범인이 형사처분을 면할 목적으로 국외에 있는 경우 그 기간 동안 공소시효는 정지된다고 규정하고 있는데, 이때 범인의 국외체류의 목적은 오로지 형사처분을 면할 목적만으로 국외체류하는 것에 한정되는 것은 아니고 범인이 가지는 여러 국외체류목적 중 형사처분을 면할 목적이 포함되어 있는 것으로 충분하다.[17]
- 통상 범인이 외국에서 다른 범죄로 외국의 수감시설에 수감된 경우, 그 범행에 대한 법정형이 당해 범죄의 법정형보다 월등하게 무겁고 실제 그 범죄로 인한 수감기간이 당해 범죄의 공소시효기간보다 현저하게 길어서 범인이 수감기간 중에 생활근거지가 있는 우리나라로 돌아오려고 했을 것으로 넉넉히 인정할 수 있는 사정이 있다면, 그 수감기간에는 형사처분을 면할 목적이 유지되지 않았다고 볼 여지가 있다. 그럼에도 그러한 목적이 유지되고 있었다는 점은 검사가 입증하여야 한다. 법정최고형이 징역 5년인 부정수표단속법 위반죄를 범한 자가 중국으로 출국, 체류하다가 그곳에서 징역 14년을 선고받고 8년 이상 복역한 후 우리나라로 추방되어 위 죄로 공소제기된 경우 법원은 면소판결을 선고하여야 한다.[18]
- 공소시효가 아직 완성되지 않은 경우 해당 법률조항은 단지 진행 중인 공소시효를 연장하는 법률로서 이른바 부진정소급효를 갖게 되나, 공소시효제도에 근거한 개인의 신뢰와 공시시효의 연장을 통하여 달성하려는 공익을 비교형량하여 공익이 개인의 신뢰보호이익에 우선하는 경우에는 소급효를 갖는 법률도 헌법상 정당화될 수 있다.[19]
- 공익근무요원의 복무이탈죄는 정당한 사유 없이 계속적 혹은 간헐적으로 행하여진 통산 8일 이상의 복무이탈행위 전체가 하나의 범죄를 구성하는 것이고, 그 공소시효는 위 전체의 복무이탈행위 중 최종의 복무이탈행위가 마쳐진 때부터 진행한다.[20]
- 공소시효의 기산점에 관하여 규정한 형사소송법 제252조제1항에 정한 '범죄행위'에는 당해 범죄행위의 결과까지도 포함하는 취지로 해석함이 상당하므로, 교량붕괴사고에 있어 업무상과실치사상죄, 업무상과실일반교통방해죄 및 업무상과실자동차추락죄의 공소시효도 교량붕괴사고로 인하여 피해자들이 사상에 이른 결과가 발생함으로써 그 범죄행위가 종료한 때로부터 진행한다고 보아야 한다.[21]
- 부정수표단속법 제2조제2항 위반의 범죄의 경우 공소시효는 예금부족으로 인하여 제시일에 지급되지 아니할 것이라는 결과 발생을 예견하고 발행인이 수표를 발행한 때부터 진행하는 것이지 수표소지인이 발행일자를 보충기재하여 제시하고 그 제시일에 수표금의 지급이 거절된 때부터 진행하는 것은 아니다. 즉, 부정수표단속법에 있어서는 수표소지인이 허위의 수표를 발행한 날로부터 공소시효가 진행된다.[22]
- 병역법 제40조에 의하여 전문연구요원 또는 산업기능요원이 편입 당시 지정업체의 해당 분야에 종사하지 아니한 때에는 14일 이내에 그 사실을 관할 지방병무청장에게 통보하여야 하는 것을 내용으로 하는 신상이동통보의무는 전문연구요원 등이 편입 당시 지정업체의 해당 분야에 종사하지 아니하는 상태가 계속되는 한 공소시효가 진행되지 않는다.[23]
- 몰수나 추징이 공소사실과 관련이 있다 하더라도 그 공소사실에 관하여 이미 공소시효가 완성되어 유죄의 선고를 할 수 없는 경우에는 몰수나 추징도 할 수 없다.[24]

## 같이 보기
- 영국의 공소시효(en:Limitation Periods in the UK)